# Stazione di Haarlem
La stazione di Haarlem è una stazione ferroviaria della città di Haarlem nei Paesi Bassi, lungo la ferrovia Amsterdam-Haarlem-Rotterdam.

## Storia
La prima stazione, di legno, venne costruita nel 1839 sulla prima ferrovia dei Paesi Bassi tra Haarlem e Amsterdam. La stazione era costruita fuori città, nella posizione attualmente occupata dal Centrale Werkplaats (deposito di manutenzione) della Hollandsche IJzeren Spoorweg-Maatschappij.
Nel giro di pochi anni, la nuova ferrovia si rivelò un successo e nel 1842 venne costruita una stazione vera e propria nell'attuale posizione, in stile neo-classico su progetto di F.W. Conrad.

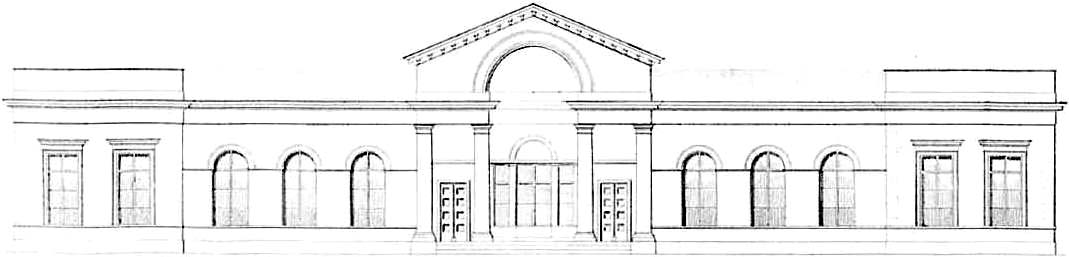
Facciata dell'edificio principale della stazione nel 1842.

Nel 1867 la stazione venne riprogettata da P.J. Mouthaan con l'aggiunta di un piano all'edificio.
L'attuale edificio della stazione fu costruito tra il 1906 e il 1908 da D.A.N. Margadant in stile Art Nouveau; è un rijksmonument. Il comune sta attualmente lavorando ad un piano, chiamato Masterplan Spoorzone, per migliorare l'area vicino alla stazione.

## Curiosità
- Alcune scene del film Ocean's Twelve ambientate nella Stazione centrale di Amsterdam in realtà sono state girate nella Stazione di Haarlem.[2]